# Liga de Voleibol Argentina 2022-23
La Liga de Voleibol Argentina 2022-23 fue la vigésima séptima edición del certamen profesional de máxima división de equipos de vóley en la Argentina.
El torneo se definió entre UPCN San Juan Vóley y Ciudad Vóley por tercer año consecutivo. Ciudad Vóley se consagró campeón.

## Equipos participantes
| Club                   | Ciudad                      |
| ---------------------- | --------------------------- |
| Once Unidos            | Mar del Plata, Buenos Aires |
| Ciudad Vóley           | Ciudad de Buenos Aires      |
| UVT Vóley              | Trinidad, San Juan          |
| Obras                  | San Juan, San Juan          |
| Defensores de Banfield | Banfield, Buenos Aires      |
| Club Atlético Paracao  | Paraná, Entre Rios          |
| UPCN San Juan Vóley    | San Juan, San Juan          |
| Monteros Vóley Club    | Monteros, Tucumán           |
| River Plate            | Ciudad de Buenos Aires      |
| AMUVOCA Vóley          | El Calafate, Santa Cruz     |
| Policial Vóley         | Formosa, Formosa            |
| San Lorenzo            | Ciudad de Buenos Aires      |

### Distribución geográfica de los equipos
| Jurisdicción                    | Cant. | Equipos                                 |
| ------------------------------- | ----- | --------------------------------------- |
| Provincia de San Juan           | 3     | UPCN San Juan Vóley, Obras y UVT Vóley  |
| Ciudad Autónoma de Buenos Aires | 3     | Ciudad Vóley, River Plate y San Lorenzo |
| Provincia de Buenos Aires       | 2     | Once Unidos y Defensores de Banfield    |
| Provincia de Tucumán            | 1     | Monteros Vóley Club                     |
| Provincia de Entre Ríos         | 1     | Club Atlético Paracao                   |
| Provincia de Santa Cruz         | 1     | AMUVOCA Vóley                           |
| Provincia de Formosa            | 1     | Policial Vóley                          |

## Modo de disputa
Primero se disputó una fase regular todos contra todos, dónde los 8 mejores clasificaron a cuartos de final. Los playoffs se jugó ida y vuelta a dos partidos, exceptuando los partidos desempate, y la final que se jugó a 3 partidos.

## Fase regular
| Pos. | Equipo                 | Pts | Partidos | Partidos | Partidos |
| Pos. | Equipo                 | Pts | PJ       | PG       | PP       |
| ---- | ---------------------- | --- | -------- | -------- | -------- |
| 1.º  | Ciudad Vóley           | 60  | 22       | 21       | 1        |
| 2.º  | UPCN San Juan Vóley    | 56  | 22       | 19       | 3        |
| 3.º  | Monteros Vóley         | 51  | 22       | 18       | 4        |
| 4.º  | Policial Vóley         | 47  | 22       | 16       | 6        |
| 5.º  | Club Atlético Paracao  | 39  | 22       | 13       | 9        |
| 6.º  | Defensores de Banfield | 34  | 22       | 11       | 11       |
| 7.º  | River Plate            | 31  | 22       | 10       | 12       |
| 8.º  | Once Unidos            | 25  | 22       | 8        | 14       |
| 9.º  | San Lorenzo            | 20  | 22       | 6        | 16       |
| 10.º | Obras                  | 15  | 22       | 5        | 17       |
| 11.º | UVT Vóley              | 11  | 22       | 3        | 19       |
| 12.º | AMUVOCA Vóley          | 7   | 22       | 2        | 20       |

|  | Clasificados a cuartos de final. |

## Playoffs
|  | Cuartos de final         | Cuartos de final         | Cuartos de final |                |                          | Semifinales              | Semifinales | Semifinales |  |                          | Final                    | Final | Final |  |
|  |                          |                          |                  |                |                          |                          |             |             |  |                          |                          |       |       |  |
|  |                          |                          |                  |                |                          |                          |             |             |  |                          |                          |       |       |  |
|  | UPCN San Juan Voley Club | UPCN San Juan Voley Club | 2                |                |                          |                          |             |             |  |                          |                          |       |       |  |
|  | UPCN San Juan Voley Club | UPCN San Juan Voley Club | 2                |                |                          |                          |             |             |  |                          |                          |       |       |  |
|  | River Plate              | River Plate              | 0                |                |                          |                          |             |             |  |                          |                          |       |       |  |
|  | River Plate              | River Plate              | 0                |                | UPCN San Juan Voley Club | UPCN San Juan Voley Club | 2           |             |  |                          |                          |       |       |  |
|  |                          |                          |                  |                | UPCN San Juan Voley Club | UPCN San Juan Voley Club | 2           |             |  |                          |                          |       |       |  |
|  |                          |                          | Monteros Vóley   | Monteros Vóley | 0                        |                          |             |             |  |                          |                          |       |       |  |
|  | Monteros Vóley           | Monteros Vóley           | Monteros Vóley   | Monteros Vóley | 0                        | 2                        |             |             |  |                          |                          |       |       |  |
|  | Monteros Vóley           | Monteros Vóley           |                  |                |                          |                          |             |             |  |                          |                          |       |       |  |
|  | Defensores de Banfield   | Defensores de Banfield   | 0                |                |                          |                          |             |             |  |                          |                          |       |       |  |
|  | Defensores de Banfield   | Defensores de Banfield   | 0                |                |                          |                          |             |             |  | UPCN San Juan Voley Club | UPCN San Juan Voley Club | 0     |       |  |
|  |                          |                          |                  |                |                          |                          |             |             |  | UPCN San Juan Voley Club | UPCN San Juan Voley Club | 0     |       |  |
|  |                          |                          | Ciudad Vóley     | Ciudad Vóley   | 3                        |                          |             |             |  |                          |                          |       |       |  |
|  | Ciudad Vóley             | Ciudad Vóley             | Ciudad Vóley     | Ciudad Vóley   | 3                        | 2                        |             |             |  |                          |                          |       |       |  |
|  | Ciudad Vóley             | Ciudad Vóley             |                  |                |                          |                          |             |             |  |                          |                          |       |       |  |
|  | Once Unidos              | Once Unidos              | 0                |                |                          |                          |             |             |  |                          |                          |       |       |  |
|  | Once Unidos              | Once Unidos              | 0                |                | Ciudad Vóley             | Ciudad Vóley             | 2           |             |  |                          |                          |       |       |  |
|  |                          |                          |                  |                | Ciudad Vóley             | Ciudad Vóley             | 2           |             |  |                          |                          |       |       |  |
|  |                          |                          | Policial Vóley   | Policial Vóley | 0                        |                          |             |             |  |                          |                          |       |       |  |
|  | Policial Vóley           | Policial Vóley           | Policial Vóley   | Policial Vóley | 0                        | 2                        |             |             |  |                          |                          |       |       |  |
|  | Policial Vóley           | Policial Vóley           |                  |                |                          |                          |             |             |  |                          |                          |       |       |  |
|  | Paracao                  | Paracao                  | 0                |                |                          |                          |             |             |  |                          |                          |       |       |  |
|  | Paracao                  | Paracao                  | 0                |                |                          |                          |             |             |  |                          |                          |       |       |  |
|  |                          |                          |                  |                |                          |                          |             |             |  |                          |                          |       |       |  |

Ciudad Vóley se consagró campeón.